# Environnement en Chine
L'environnement en Chine (chinois simplifié : 中国的环境) est l'environnement de la Chine, à savoir l'ensemble des composants naturels du pays, et l'ensemble des phénomènes et interactions qui s'y déploient. C'est une source très sérieuse de préoccupation depuis que la république populaire de Chine s'est lancée dans un développement sur le modèle occidental. Depuis les années 1980, la Chine a en effet privilégié un modèle de développement qui donne la priorité à la croissance économique tirée par les exportations, similaire à celui de nombreux autres pays émergents d'Asie de l'Est. La Chine a de ce fait de piètres performances sur le plan environnemental : elle se classe en effet en 2012 au 116e rang mondial de l'Environment Performance Index de l'Université de Yale. La Chine est le 1er émetteur de gaz à effet de serre sur Terre, devant les États-Unis, et 75 % de la production de bois mondiale est importée en Chine. 
Une des conséquences négatives sérieuses du développement économique chinois de ces dernières décennies est la surexploitation des ressources naturelles, l'augmentation de la pollution et du smog. De nombreux déchets encombrants ne sont pas convenablement éliminés. Les pollutions (pollution de l'eau, pollution atmosphérique, pollution de l'air intérieur...) sont une source importante de problèmes de santé à travers le pays, et entraînent de 750 000 à 2,2 millions de morts prématurées chaque année. L'environnement pollué de la Chine est pour l'essentiel un résultat du développement rapide du pays et donc d'une grande augmentation de la consommation d'énergie primaire, qui est principalement fournie par les centrales électriques au charbon. La Revue Forbes rapporte que 10 des 10 villes les plus polluées dans le monde étaient en Chine en 2006.
La surexploitation des ressources naturelles se traduit par une forte empreinte écologique par personne, soit 3,4 hag, alors que la biocapacité n'est que de 1 hag, de sorte la Chine est en fort déficit écologique. Le déficit écologique de la Chine a explosé depuis les années 1970.

## La biodiversité en Chine

### Milieux, faune et flore

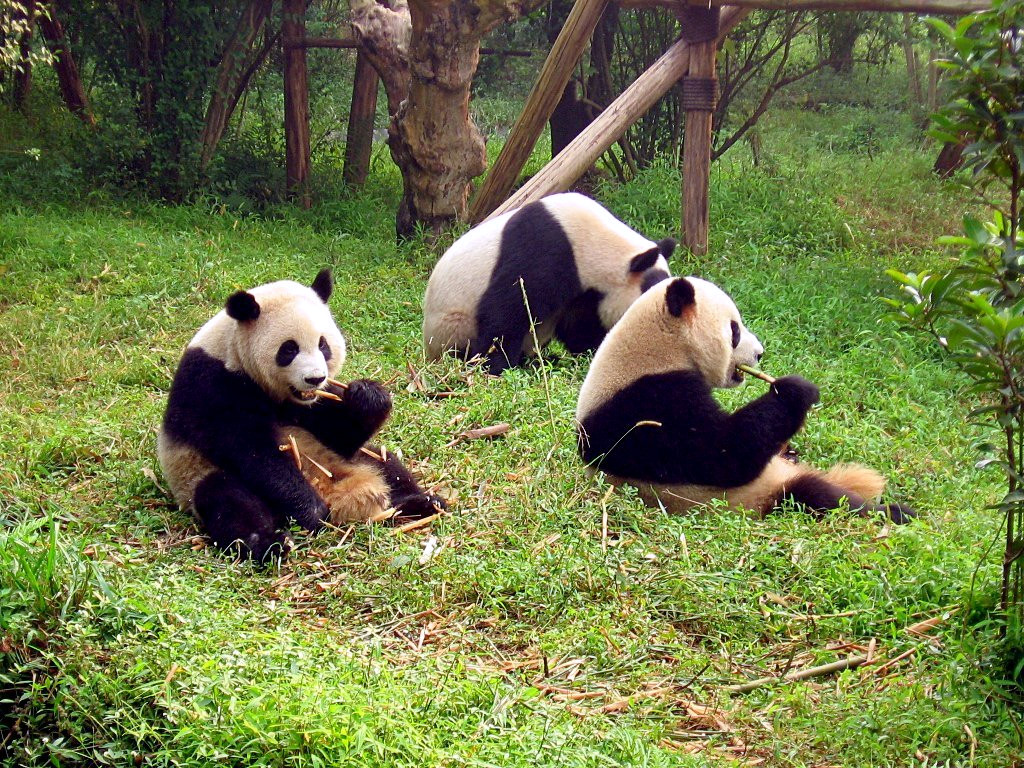
pandas géants.

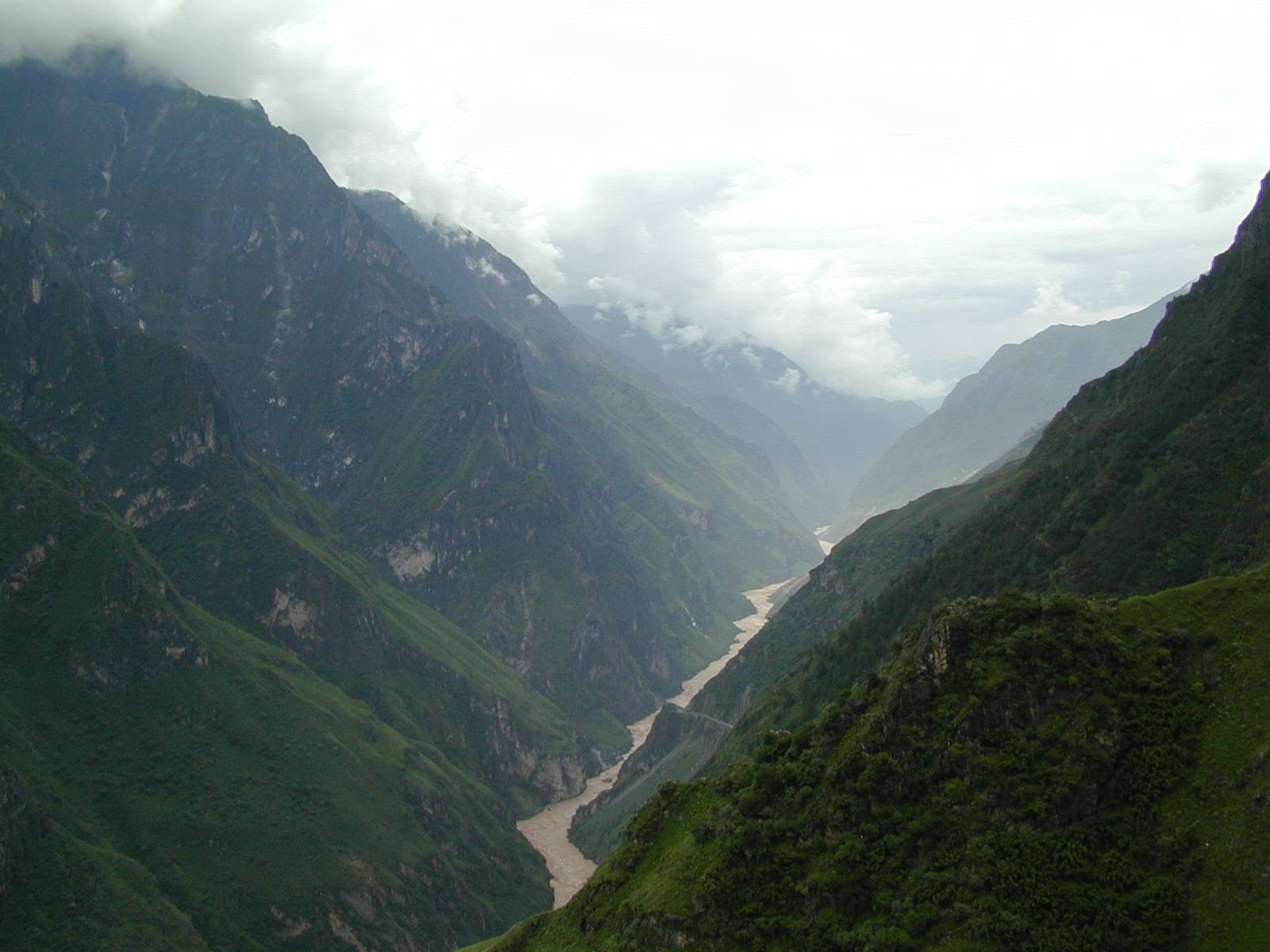
Aires protégées des trois fleuves parallèles au Yunnan

La Chine est un des 17 pays mégadivers identifiés en juillet 2000 par le programme des Nations unies pour l'environnement. La Chine couvre en effet sept zones climatiques et une grande variété d’habitats, qui abritent un huitième des espèces de la Terre. Les provinces occidentales sont arides ou connaissent des périodes de sécheresse (bassins intérieurs, désert de Gobi, Désert du Taklamakan). Une partie du pays est en zone montagneuse (Himalaya, Tian Shan, Qilian Shan...) ou à une géographie de plateaux de hautes altitudes (Tibet).
La surface forestière était estimée à 197 000 000 millions d'hectares en 2005 d'après la FAO.
La Chine est peuplée par plus de 1 200 espèces d'oiseaux (estimation à 1 288 en 2019).
La situation est cependant critique, avec un taux de disparition de la biodiversité particulièrement élevé. 15 % à 20 % des plantes supérieures sont en voie de disparition, et 40 000 espèces d'animaux sont aussi menacées, telles que le singe Rhinopithèque de Roxellane.
Il existe un certain nombre d'espèces endémiques telles que Ottelia acuminata (plante aquatique à fleur blanche), le renard du Tibet, l'ibis à crête rouge... La Chine centrale abritait 1 864 pandas géants, espèce vulnérable emblématique, au dernier recensement de 2015. Ils sont principalement menacés par la destruction et la fragmentation de leur habitat, causés par la déforestation liée à l’urbanisation, l’extension des zones agricoles ou d’élevage.
Un tiers des espèces d'insectes recensées en Chine est en risque d’extinction.
Une ambitieuse politique de protection des pandas a permis à l’espèce de se développer. En 2016, celle-ci est passée du statut « en danger » à « vulnérable » sur la liste rouge de l’Union internationale pour la conservation de la nature. Les autorités chinoises ont commencé dès les années 1960 à créer des réserves afin de protéger les pandas. Cette politique a également profité à plusieurs espèces de petits animaux ou de végétaux, telles que les forêts de bambous et les oiseaux. En revanche, selon une équipe de chercheurs chinois, les léopards ont disparu de 81 % des espaces des réserves, les panthères des neiges de 38 %, les loups de 77 % et les chiens sauvages d’Asie, de 95 %. 

### Territoires protégés
La Chine compte un certain nombre de parcs nationaux, de réserves nationales, et de sites classés à l'UNESCO, dont les Sanctuaires des pandas géants du Sichuan regroupant sept réserves naturelles et neuf parcs paysagers et abritant plus de 30 % de la population de pandas géants.
La chine compte par ailleurs 12 jardins botaniques de conservation des plantes.

## Pollutions

### Émissions de gaz à effet de serre (GES)
La Chine est le 1er émetteur de gaz à effet de serre sur Terre, devant les États-Unis. Ces deux pays représentent plus de 40 % du total des émissions. En 2015, la Chine annonce avoir produit près d’un milliard de tonnes de plus de dioxyde de carbone par an par rapport aux calculs initiaux. Les émissions de dioxyde de carbone contribuent massivement au réchauffement climatique, avec un impact majeur de celui-ci sur l'environnement. Le charbon est de loin la source d’énergie qui contribue le plus au réchauffement climatique (pour la même production d'énergie).
Si, dans le bilan total (incluant transport, chauffage, électricité, agriculture & alimentation, etc.), pour la production industrielle, on inclut la production pour la consommation nationale, que l'on rajoute celles dues aux importations, et que l'on déduit celles des exportations, la Chine voit son bilan d'émissions de CO2 passer de 9 615 millions de tonnes par an à 8 052 en 2012. La part des émissions de carbone due aux importations des pays riches est ainsi de 16,2 %.
Rapportées au nombre d'habitants, les émissions de CO2 liées à la consommation d'un Chinois sont à peine inférieures à celles d'un Français, avec respectivement six et huit tonnes de CO2 par an[réf. nécessaire].[Information douteuse]

### Pollution de l'air

#### Particules fines

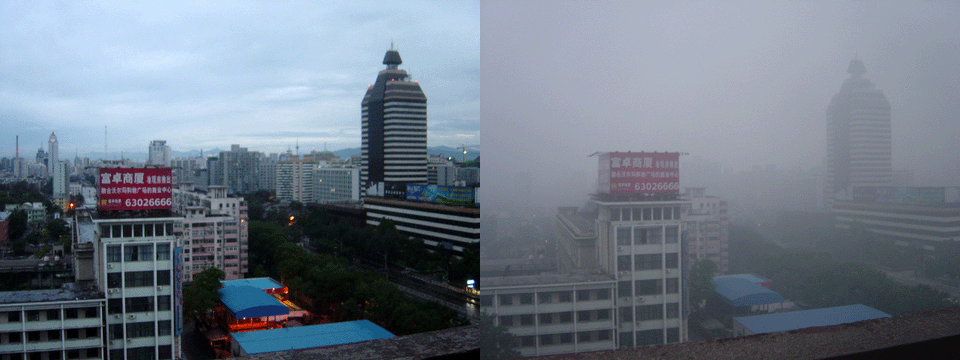
L'air de Pékin un jour après la pluie (gauche) et un jour ensoleillé mais avec le smog (droite).

En 2017, la pollution de l'air est à l'origine d'environ 852 000 morts dans le pays. Les politiques mises en œuvre ont conduit à certains résultats : les concentrations moyennes de particules fines dans les villes chinoises ont reculé de 12  % entre 2017 et 2018.
Le développement industriel rapide de la Chine provoque une augmentation de la pollution atmosphérique, en particulier dans les grandes agglomérations du pays. 29 villes chinoises, rassemblant 90 millions de citadins, ont ainsi connu plus d'un mois d'alerte à la pollution en 2013 (seuil d'alerte déclenché à partir de 150 microgrammes par mètre cube d'air de particules fines). Dans ce contexte, Li Keqiang, Premier ministre chinois, a déclaré le 13 mars 2014 que « le gouvernement punira sévèrement les émetteurs (polluants) illégaux » et ajouté « nous allons déclarer la guerre à notre propre modèle de développement et notre mode de vie non durable et inefficace ». 
Une  étude publiée en juin 2013 et réalisée par l’ONG Greenpeace et des experts américains s'est intéressées aux 196 centrales à charbon situées à la périphérie de Pékin. Cette pollution aurait fait mourir près de 2 000 Pékinois en 2011 et environ 8 000 dans la province du Hebei (au nord-est du pays). Cette province était, en 2014, la plus polluée de Chine.
Dans le nord de la Chine, où l’usage du charbon est le plus élevé, alors que l’Organisation mondiale de la santé recommande une concentration en particules fines PM2,5 inférieure à 12,5 µg m−3, ce seuil est dépassé plus de 300 jours par an. Pour cette zone, de 1981 à 2001, la pollution liée au chauffage gratuit au charbon a diminué de 5,5 ans l'espérance de vie. Au total, la pollution de l'air en Chine aurait provoqué 1,2 million de morts prématurées en 2010, soit près de 40 % du total mondial des morts prématurées dues à la pollution dans le monde.
Selon une étude de l'Académie américaine des sciences, les pluies acides générées par l'industrie chinoise seraient responsables de près d'un quart de la pollution aux sulfates constatée dans l'ouest des États-Unis.
La présence de particules fines à Pékin est liée :
- pour 31 % aux gaz d'échappement ;
- pour 22 % à la combustion du charbon ;
- pour 18 % aux rejets industriels ;
- et pour 14,3 % aux émissions de poussière. Ce chiffre atteint plus de 20 % à Nanchang et Jinan[24].

La pollution atmosphérique est également en augmentation à Hong Kong. En 2011, l'indice de pollution atmosphérique (API) mis au point par les autorités a dépassé le niveau 100 (« très haut ») plus de 20 % de l'année, soit dix fois plus qu'en 2005. L'indice est « haut » 70 % du temps et « moyen » moins de 10 % du temps. D'après le journal Le Monde : « Encore faut-il ajouter que l'API est incroyablement tolérant. Calculé en fonction de la concentration de cinq principaux polluants, l'indice hongkongais fait systématiquement passer pour acceptables auprès du grand public des seuils d'exposition jugés dangereux par l'Organisation mondiale de la santé (OMS). »
Selon un bilan sur 15 ans (2002-2017) des effets des PM2.5, le nombre de morts induits a augmenté de 0,39 million (+23 %) en Chine, mais les politiques étatiques de contrôle ont évité 0,87 million de décès, soit environ 71 % des décès qui auraient eu lieu sans cela dans le contexte d'expansion de l'économie. Les politiques énergie-climat associées à des changements de structure économique ont aussi évité 0,39 million de décès de 2012 à 2017, permettant une diminution du nombre total de morts après 2012, malgré  le vieillissement de la population. Les mesures les plus faciles ont été prises, à l'avenir les politiques environnementales exigeront plus d'efforts.

#### Ammoniac
L'augmentation de la consommation de viande à la fin du XXe siècle et au début du XXIe siècle a favorisé la multiplication des élevages et entraîné une augmentation de la présence d’ammoniac : 17 kilogrammes d’engrais par an et par hectare provoquent une hausse annuelle de 3,5 % des émissions d’ammoniac.

### Pollution de l'eau
Les rejets (liés à l'importante consommation en eau pour l'activité humaine) conduisent à une augmentation de la pollution des cours d'eau et à la dégradation des écosystèmes aquatiques. En 2011, selon le ministère chinois des ressources hydrauliques, 40 % des cours d'eau du pays ont été sérieusement pollués par le déversement de 75 milliards de tonnes d'eaux usées et de déchets divers.
Le cadmium, présent dans l'eau d’arrosage des rizières, se retrouve dans une partie importante de la production de riz.
Une étude de 2013 révèle que l’utilisation massive d’antibiotiques par l'industrie chinoise a provoqué une grave contamination de l’eau et des aliments dans le pays, créant une crise de santé publique[réf. nécessaire]. Ces éléments se retrouvent par la suite exportés dans d’autres pays du monde, notamment dans la viande.
La pollution provient également des nombreuses usines pétrochimiques construites à proximité des rivières – environ 20 000, dont 10 000 le long du fleuve Yangtsé et 4 000 près de la rivière jaune – qui déverseraient régulièrement leurs rejets toxiques dans l’eau. 

#### Tibet: pollution de l'eau et protection
Avant 2011, les eaux usées de Lhassa étaient rejetées sans traitement dans les rivières. En juillet 2011, la première  usine de traitement des eaux usées, conçue pour traiter 50 000 tonnes d'eaux usées par jour, a été mise en service.

### Pollution des sols
Le ministère chinois de l'environnement et le ministère des terres et des ressources ont mené entre 2005 et 2013 une enquête sur l'état de la pollution des sols et des terres arables. Selon les résultats de cette étude, 19,4 % des terres arables et 16,1% des sols sont pollués, ainsi que 10 % des forêts et 10,4 % des prairies. Dix millions d’hectares de terres cultivées (soit 10 % du total) sont pollués par des métaux lourds. 

### Gestion des déchets
Depuis 2005, la Chine est le pays qui produit le plus de déchets industriels ou municipaux avec 300 millions de tonnes par an.
Les villes chinoises produisent chaque année 149 millions de tonnes d’ordures (en 2007), dont moins de 20 % sont recyclées.
En raison de leur mode de vie et parfois pour des raisons d'hygiène, les Chinois utilisent une part d'objets jetables en plastique, comme les couverts jetables (la production de couverts jetables atteindrait 50 milliards de pièces) qui contribuent au volume de déchets. La consommation de couches jetables connaît une progression rapide dans les années 2000, diminuant les rejets en milieu urbain mais augmentant le volume des déchets (les Chinois utilisaient auparavant des pantalons fendus pour les bébés).
Les décharges sauvages sont un problème courant en Chine. En 2016, 20 000 tonnes de déchets, originaires de Shanghai, à 70 km, ont été déversés dans un lac de Suzhou. Les décharges sauvages plus petites sont très courantes en Chine, notamment à la campagne, où les services de ramassage d’ordures n’existent pas forcément. On voit souvent des petits tas d’ordures incandescents en bout de village[réf. souhaitée]. Les décharges peu contrôlées polluent les sols et les eaux souterraines. À Shenzhen, en décembre 2015, un glissement de terrain sur une décharge géante avait fait 77 victimes.
On estime par ailleurs à 8,8 millions de tonnes par an le volume de déchets plastiques rejeté par la Chine dans les océans. C'est ainsi le pays qui a le rejet le plus important au monde. Le pays serait responsable du tiers des déchets plastiques retrouvés dans les océans, et 80 % environ des rejets mondiaux de plastiques dans les océans ne proviennent que de quelques pays d'Asie (Chine, Indonésie, Philippines, Vietnam, Sri Lanka, etc.).
C’est en Chine qu’on trouve le plus grand nombre de fumeurs : le pays compte près de 300 millions de fumeurs (chiffre 2020 de l’OMS). Or chaque mégot rejette des milliers de substances chimiques toxiques dans l’environnement : de la nicotine, évidemment, mais aussi des métaux lourds, de l’arsenic, du plomb, ou encore des résidus de pesticides utilisés pour faire pousser les plants de tabac. Et, une pollution moins connue : celle du plastique qui compose les mégots. 
La Chine importe également quantité déchets ; neuf millions de tonnes de plastiques sont notamment importés par la Chine tous les ans. Une interdiction d'importation est envisagée en 2017, puis mise en application le 1er janvier 2018, les déchets plastiques venant de l'étranger étant refusés à partir de cette date et le pays refusant ainsi d'être la poubelle du monde. Les importations de plastique ont chuté de 600 000 tonnes par mois en 2016 à 30 000 tonnes par mois en 2018, selon un rapport de Greenpeace.

## Impacts sur les milieux naturels
Les habitats naturels les plus frappés sur les années 1990-2020 sont les forêts et les zones humides[réf. nécessaire].

### Activités humaines

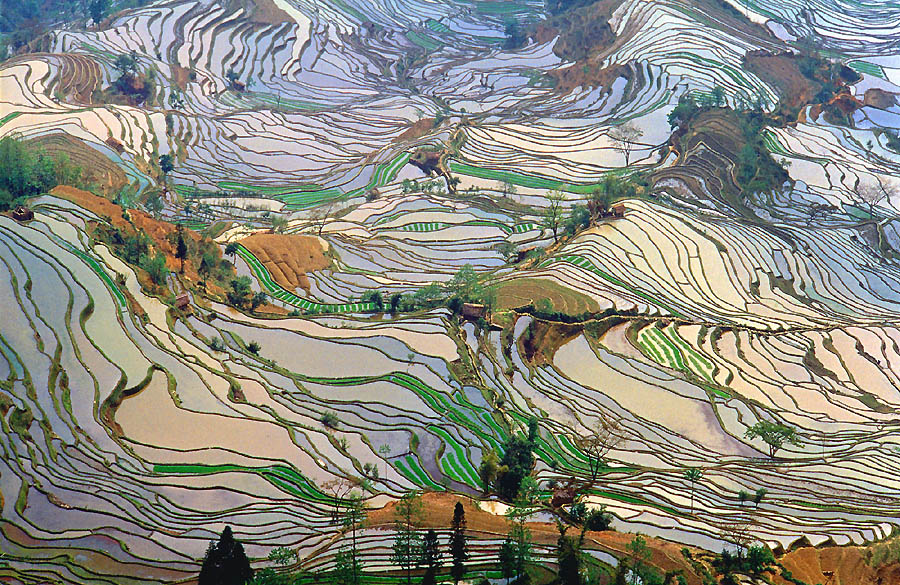
Rizières en terrasse des Hani de Honghe, dans le Yunnan (Chine).

L'agriculture, l'industrie et les transports ont un impact important sur le territoire.

#### Alimentation, agriculture et élevage

##### Alimentation
Avec le développement économique de la Chine, la viande est passée de produit de consommation exceptionnel à une composante de l’assiette quotidienne. Entre 1991 et 2002, la consommation de viande des Chinois a été multipliée par quatre. En 2022, la Chine est le premier pays consommateur mondial de porc, et reste le premier importateur mondial de viande bovine, provenant notamment d'Amérique du Sud (Brésil, Argentine, Uruguay...). La Chine consomme ainsi 28 % de la viande mondiale, dont 50 % de la production mondiale de porc.
Le gouvernement chinois a mis en place un plan pour réduire la consommation nationale de viande de 50 %. Les nouvelles orientations présentées par le Ministre de la Santé recommandant à la population chinoise de consommer 40 g à 75 g de viande par personne par jour.
La consommation de produits laitiers, importés, augmente également fortement dans les années 2000 et 2010. La consommation de lait en poudre a été encouragée par les autorités dans les années 2000, jusqu'au scandale du lait frelaté en 2008, faisant suite à la contamination de produits laitiers et notamment de poudre de lait infantile par de la mélamine.

##### Cultures

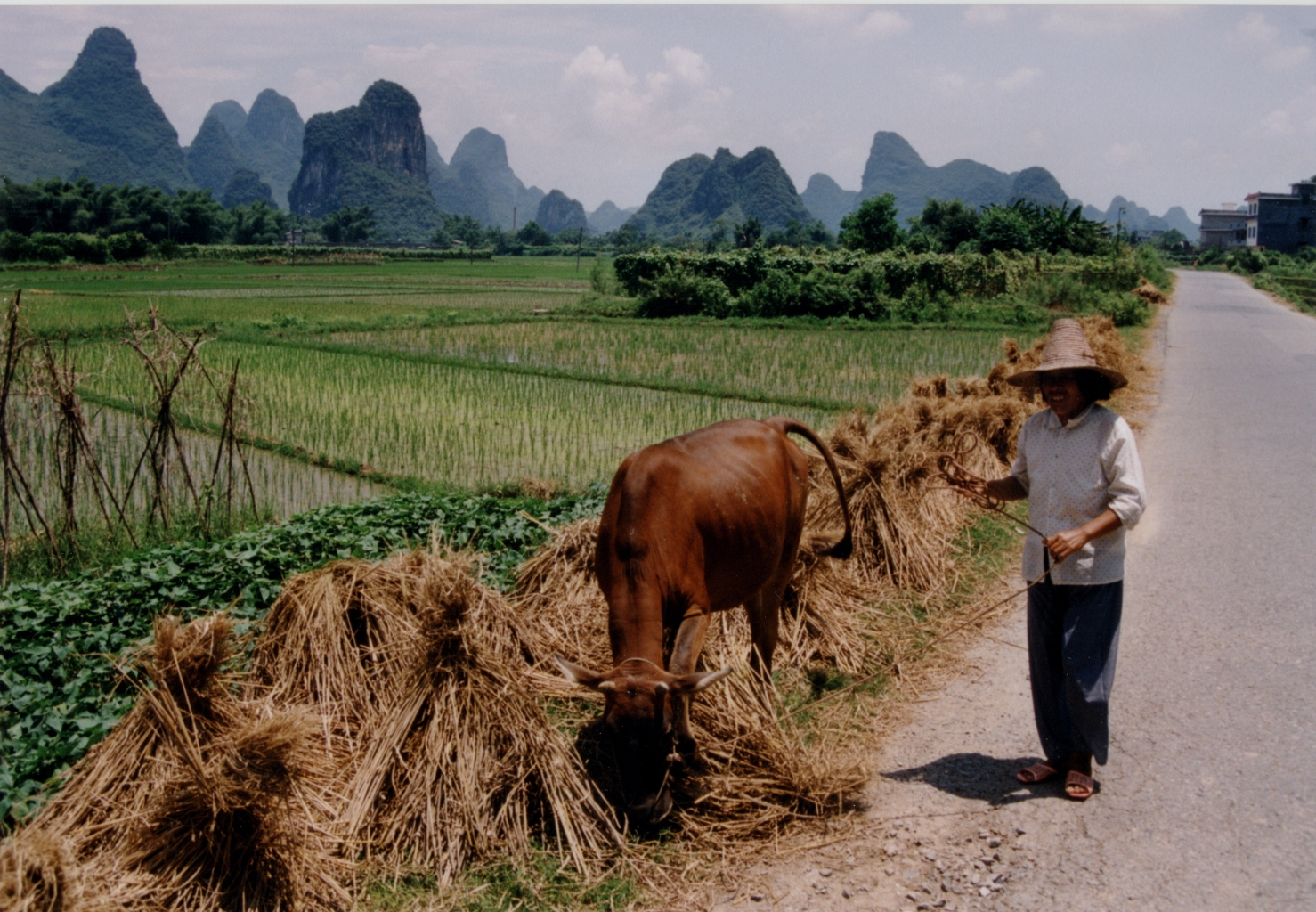
Riziculture dans le Guangxi.

La Chine occupe le premier rang de la production agricole, notamment de céréales. De nos jours, 10 % du PIB de la Chine provient de l'agriculture. C'est également de loin le premier producteur de tabac : 2,5 Mt en 2011. Il s'agit aussi du premier pays producteur de riz (28 % de la production mondiale), de thé (33 %), de blé (17 %) et du deuxième producteur de maïs (21 %). 90 % des productions agricoles se concentrent dans la moitié est du pays, alors que seulement 15 % environ de la superficie nationale est cultivable.
La Chine est le premier producteur mondial de coton, avec un impact environnemental important. Sa culture est en effet très consommatrice en eau et en pesticides. Par ailleurs, au cours des années 2000, le coton chinois est majoritairement un OGM. Cette utilisation d'OGM aurait cependant entrainé une diminution de l'utilisation d'insecticides chimiques, ce qui a entrainé une augmentation des populations de coccinelles, araignées et chrysopes.

##### Élevages
Entre 1991 et 2002, la consommation de viande des Chinois a été multipliée par quatre, augmentant fortement la demande. Les élevages industriels de porcs et de volailles se concentrent sur le littoral et en accentuent la pollution. Avec le développement de l'élevage intensif, le pays importe désormais plus de 100 millions de tonnes de soja par an, soit près de 60 % du commerce mondial. 
Les fermes-usines industrielles se développent également pour répondre à la demande en lait ; on y dénombre parfois jusqu'à 10 000 vaches, et une ferme de 100 000 vaches est même en projet en 2016 à Mudanjiang dans le nord-est du pays. Les autorités s'inquiètent de la pollution des eaux.
La Chine possède, avec l’Australie, le plus grand nombre de fermes-usines au monde. La population de bovins vivant dans le territoire chinois a pratiquement triplé entre 1980 et 2010, et le pays est devenu le plus important producteur de bétail au monde, concentrant un grand nombre de « landless systems » (systèmes sans terre), d’immenses exploitations d’élevage dans lesquelles des milliers d’animaux sont entassés dans des espaces fermés. En 1980, seulement 2,5 % du bétail en Chine était élevé dans ce type d’exploitation, contre 56 % en 2010.
Depuis 2020, les élevages industriels de porcs se multiplient, encouragés par le gouvernement chinois, qui vise l’autonomie alimentaire du pays. A l'automne 2002, une mégaporcherie verticale de vingt-six étages, la plus grande porcherie au monde, ouvre dans la province du Hubei - une deuxième tours étant construite. Le complexe prévoit au total cinq immeubles pouvant accueillir plus de trois millions de cochons. Les eaux usées sont retraitées sur place. Si la Chine, premier consommateur mondial de porcs a imaginé ces nouveaux élevages en hauteur, c’est pour reconstituer son cheptel qui a été décimé ces dernières années par la fièvre porcine africaine,. En effet, entre 2018 et 2020, la Chine a perdu l’équivalent du tiers de sa production porcine en raison de cette maladie.
La Chine est également le premier producteur mondial de fourrure. Elle compte ainsi plus de 50 millions de têtes de vison, renard, et chien viverrin. Le nombre de chiens viverrins d’élevage est estimé entre cinq et dix millions. Il y a par ailleurs trois mille élevages de visons chinois, dont certains dépassent les cent mille têtes. Ainsi, on compte pas moins de 15 millions de visons dans le Shandong. En 2019, la production de peaux de renards s'élevait à 5,7 millions, mais la production de peaux de visons n'était que de 6,5 millions, contre 15 millions les années précédentes.
Un groupe de chercheurs chinois a souligné dans une étude publiée en 2018 que leur pays constituait un foyer majeur pour l’émergence de nouveaux virus transmissible à l’homme. L’étude a conclu que l’élevage industriel intensif a augmenté les possibilités de contact entre la faune sauvage et le bétail, déclenchant le risque de transmission de maladies provenant d’animaux sauvages dont les habitats sont gravement touchés par la déforestation.

#### Chasse, pêche et braconnage

##### Braconnage
D'après une étude publiée en 2016, c'est en Inde et en Chine que le trafic de viande et peaux menace le plus d'espèces animales. 
Le tigre est principalement menacé au niveau international par le braconnage et le commerce illégal, destiné notamment au marché chinois. Depuis près d’un millénaire, il est utilisé dans la médecine traditionnelle chinoise.
Les pangolins, utilisés comme aliment ou pour la médecine traditionnelle en Chine et au Vietnam, sont également particulièrement menacés en Indonésie et ailleurs. Ils sont classés comme espèce en danger critique d'extinction[réf. nécessaire].
En 2019, la peau d'âne est devenue un produit très prisé sur le marché noir en raison d'une forte demande venue de Chine, où ces peaux sont utilisées dans la médecine traditionnelle et depuis dix ans pour la fabrication de produits de bien-être basiques.
Le 24 février 2020, après que des experts chinois estiment que l'épidémie de coronavirus est apparue sur un marché de Wuhan où étaient vendus des animaux sauvages pour la consommation humaine, la Chine interdit le commerce et la consommation d'animaux sauvages .

##### Pêche
La pêche est une activité extrêmement ancienne dans ce pays.
La Chine est le premier producteur et exportateur de poissons au monde, participant fortement au phénomène de surpêche. En 2014, elle a produit 62 576 millions de tonnes, soit 37,4 % de la production mondiale. Le pillage des mers par les bateaux de pêche chinois a pris des proportions gigantesques, selon une étude internationale coordonnée par le biologiste Daniel Pauly, de l'Université de Colombie-Britannique. Les navires de pêche chinois ont siphonné, loin de leurs côtes, entre 3,4 millions et 6,1 millions de tonnes de poissons par an entre 2000 et 2011. L'Afrique constitue la première cible de la flotte chinoise : celle-ci y prélève 3,1 millions de tonnes de poissons par an en moyenne selon les chercheurs, soit 64 % de ses prises à l'étranger. 
Au Shandong, le nombre d'espèces de poissons a baissé de 70 % des années 1970 à 2010, en raison d'une pêche excessive et d'une pollution de l'eau. Comme vu précédemment, l'eau est très polluée et soit les poissons en meurent, soit les acheteurs n'achètent plus, ce qui incite les pêcheurs à moins pêcher.[réf. nécessaire]

#### Industries

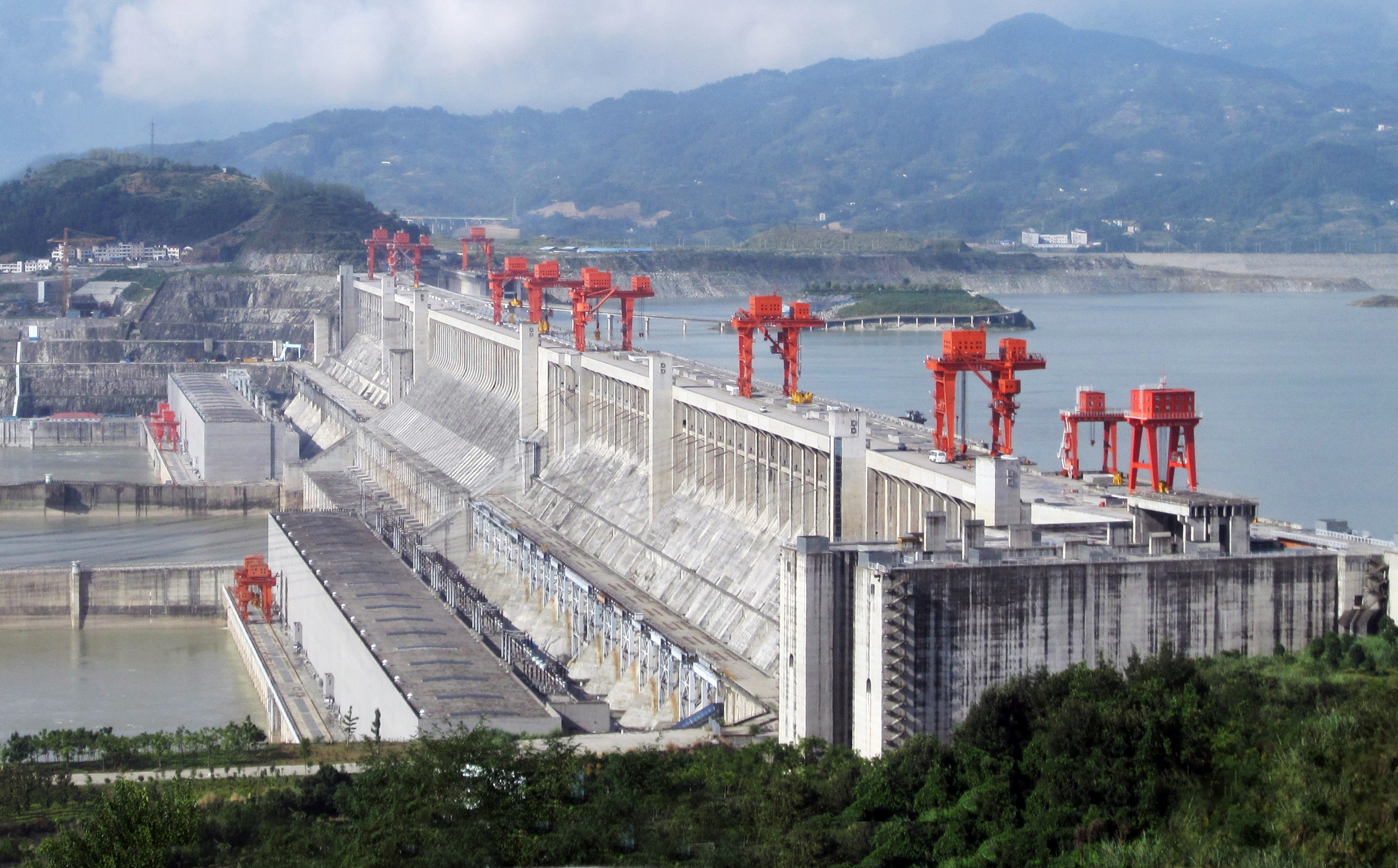
Vue du barrage des Trois Gorges, sur le Yangzi Jiang, en 2009.

Le secteur de l'industrie chinoise consomme énormément de ressources naturelles mondiales (matières premières).
Ainsi, 75 % de la production mondiale de bois partent pour la Chine, une grande partie des forêts étant exploitée illégalement. Le bois est exporté brut vers la Chine où il est transformé avant d’être réexporté essentiellement vers l’Europe. L'impact carbone est double, avec d'une part la diminution de la surface forestière mondiale, et d'autre part le bilan carbone lié au transport des marchandises.
L'industrie textile est également extrêmement développée, avec des exportations très importantes. Dans un rapport récent, Greenpeace révèle des taux de pollution élevés et la présence de cinq éléments-traces métalliques dans les eaux de deux villes de la province de Guangdong, dans le Sud-Est du pays : Xintang, la « capitale du monde des jeans », et Gurao, une ville industrielle où 80 % de l'économie tourne autour de la confection de sous-vêtements. Pour l'ONG, les pollutions auxquelles sont confrontées ces deux villes sont emblématiques de l'industrie textile chinoise dans son ensemble, qui devrait revoir ses pratiques et sa réglementation.
La Chine est responsable de 20 à 30 % des émissions liées aux aérosols, beaucoup utilisés dans l'industrie.
La Chine produit également chaque année près de la moitié des 4 millions de tonnes de pesticides fabriquées dans le monde.

#### Transports

Le réseau à grande vitesse Taïwan et de la Chine.

Le rail est le principal mode de déplacement du pays, qui est équipé du second plus grand réseau de chemin de fer avec près de 86 000 km en 2009. La Chine a également le deuxième plus grand réseau autoroutier du monde, après les États-Unis. Cependant, l'équipement du pays dans ces infrastructures varie considérablement selon la région, avec d'importantes disparités locales.
Par ailleurs, le réseau de voies navigables est long de 110 000 km en 1999. La Chine compte également plus de 2 000 ports.
En 2007, le nombre d'aéroports y est de 467, dont 324 ayant des pistes goudronnées.
16 villes ont un réseau de métro actif ou en construction[Quand ?].
Le vélo est très utilisé, avec 540 millions d'utilisateurs en 2003. L'utilisation du vélo électrique se développe.
Le nombre de véhicules a augmenté[Combien ?]. Avec plus de 25 millions d’unités vendues en 2016, la Chine est aussi le pays où l’on diffuse le plus de voitures électriques, ce type de véhicule représentant, en 2016, 1,8 % du total des voitures individuelles. En 2023, 10 millions de voitures neuves électriques ont été vendues en Chine.

### Impacts de l'urbanisation
L'exode rural est important dans la deuxième partie du XXe siècle. On estime qu'environ vingt millions de personnes quittent la campagne pour la ville chaque année.
L'artificialisation des sols est très importante à la fin du XXe et au début du XXIe siècle. D'après Jean-François Doulet, dans les années 2010, la surface urbanisée en Chine a quasiment quadruplé depuis le début des années 1980. L'artificialisation est estimée[Quand ?] à l'équivalent de deux fois la surface de l'Île-de-France chaque année ; et une estimation à 15 ans porte sur une surface équivalente à la surface actuellement urbanisée de l'Europe.
L'urbanisation consomme énormément de ressources non renouvelables (pétrole, eau, sable...). De 2011 à 2013, la Chine a utilisé plus de ciment que les États-Unis en un siècle, soit 6,6 Gt. Elle s'est réalisée en grandes zones monofonctionnelles et en infrastructures imposantes, ce qui a créé un surcroît de mobilité avec un impact négatif sur le bilan environnemental. De plus, la construction des logements s'effectue sans adéquation avec la demande réelle, certaines villes devenant des villes fantômes. On estime à 65 millions le nombre de logements vides en Chine.
Les politiques de villes nouvelles ou de grands projets d'infrastructures se réalisent souvent sans aucune prise en compte du site, avec des impacts environnementaux très forts (en matoère de destruction de paysage, de perturbation du fonctionnement hydrologique (par exemple du Yangzi Jiang ou Yangtsé), géologique et climatique local et donc du fonctionnement écologique des sites) : montagnes arasées (par exemple 700 sommets à Baidaoping près de Lanzhou), plaines forestières ou agricoles inondées (barrage des Trois-Gorges dans les années 2000)... Les impacts sociaux sont également importants : populations déplacées (plus de 1,8 million d'habitants pour le barrage), destruction de sites historiques et archéologiques...
Enfin, la Chine pratique plutôt la démolition pour reconstruire que la réhabilitation, même pour son patrimoine bâti remarquable[réf. nécessaire]. Mais il existe aussi des projets d'écovilles et d'écoquartiers[réf. nécessaire].

### Gestion des forêts

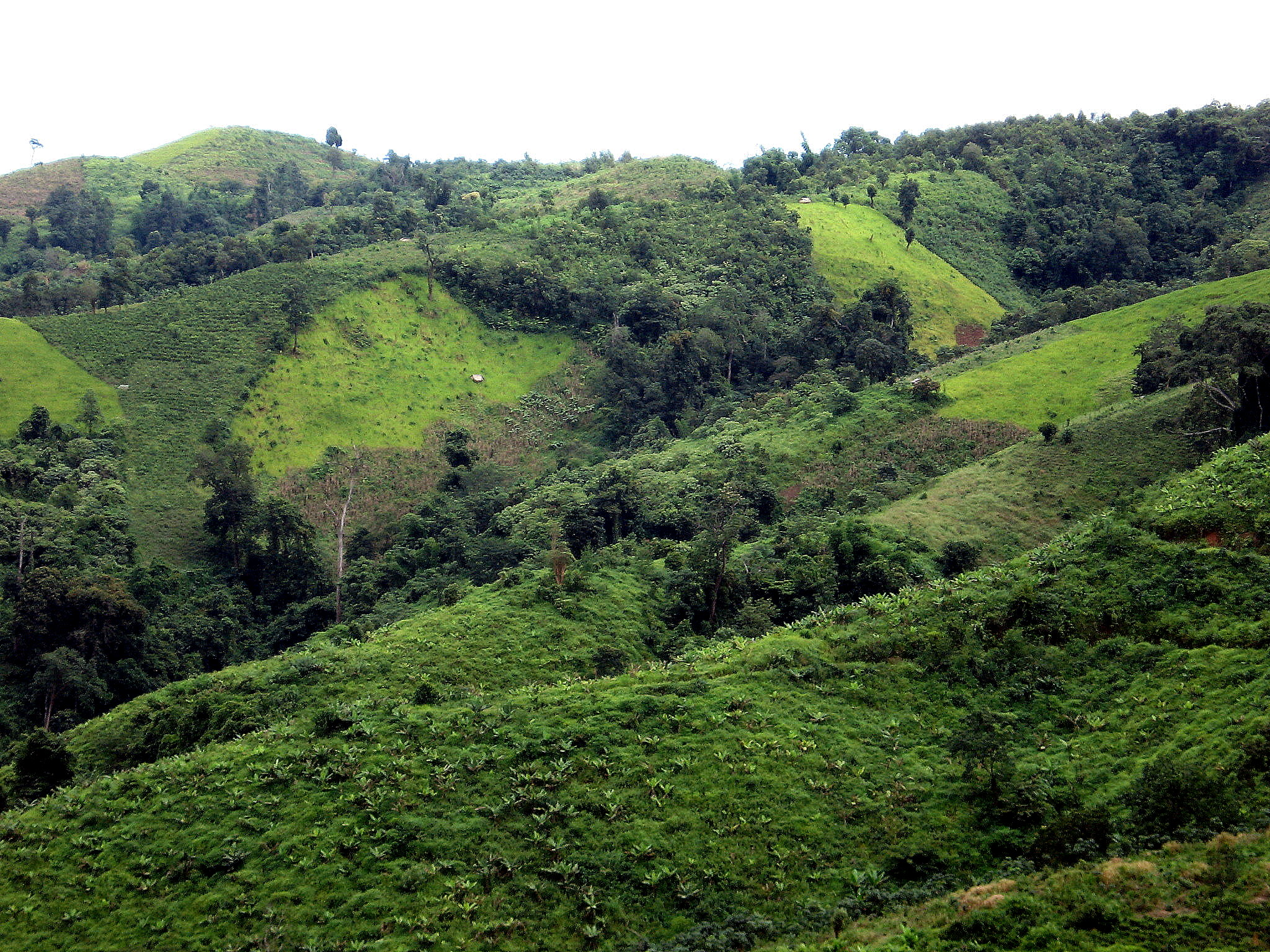
Déforestation dans la province du Yunnan.

La Chine a connu durant des siècles une déforestation croissante, accélérée par l'industrialisation, en particulier lors du Grand bond en avant. 
Confrontée à de graves problèmes d’érosion des sols, d’inondations et de désertification, la Chine a planté 66 milliards d’arbres depuis 1978, formant la « Grande muraille verte » le long des déserts de de Gobi et du Taklamakan. Cependant, un chercheur chinois estime que seuls 15 % des arbres plantés depuis 1949 en Chine durant des projets d’afforestation ont survécu. La phase finale a démarré en 2022, avec la mobilisation de 600 000 personnes.
La Chine met en œuvre depuis 1998 une véritable politique forestière à travers le « National Forest Protection Program ». La superficie des forêts est ainsi passée de 12 % du territoire en 1990 à 20 % en 2010, totalisant 195 millions d’hectares (2/3 de forêts naturelles, 1/3 de forêts plantées).
Mais dans le même temps, la Chine amplifie la déforestation mondiale. 75 % de la production mondiale de bois part pour la Chine, une grande partie des forêts étant exploitée illégalement, notamment en Afrique.

## Impacts sur la santé publique

### Troubles de la santé au quotidien
La forte pollution de l'environnement entraîne une baisse du niveau de qualité de vie pour l'ensemble de la population chinoise. Il s'agit aujourd'hui d'un problème de santé publique majeur. La pollution atmosphérique, la plus visible au quotidien, est devenue une des principales préoccupations des chinois et une grande source de mécontentement. La qualité médiocre de l'air respiré engendre l'apparition de symptômes tels que les maux de tête, une gêne respiratoire, de la toux...

### Morts prématurées
La pollution est aussi à l'origine de nombreux cancers, de problèmes cardiovasculaires et respiratoires. L'estimation du nombre de morts prématurées en Chine en raison des pollutions a varié dans le temps et selon les auteurs et les données analysées :
- en 2007, un rapport de la Banque mondiale sur la pollution fait état de 750 000 morts prématurés par an en Chine[réf. souhaitée], dont 656 000 à cause de la pollution de l'air[71] ;
- l'OMS a calculé que la pollution atmosphérique provoquerait la mort prématurée de 300 000 personnes par an, et la mauvaise qualité de l'air intérieur 420 000[72]. Ces chiffres sont revus à la hausse par cet organisme en 2014.
- en 2010, la pollution atmosphérique chinoise a causé près de 1,2 million de décès prématurés, d'après un rapport du Healt Effect Institute (spécialistes chinois de la santé publique) repris dans la revue médicale britannique The Lancet en 2012[70],[22] ;
- chaque année, 350 000 à 500 000 personnes meurent prématurément de la pollution atmosphérique en Chine, selon l’Académie des sciences sociales de Shanghai[70],[22]. Dans la même revue, la même année, le chiffre global de 2,2 millions de décès prématurés par an liés à la mauvaise qualité de l'air est avancé par le docteur Jeffrey Koplan, de l'Université Emory à Atlanta[3].

## Impact économique
L'importance des impacts sanitaires de la pollution en Chine conduit à l'augmentation du coût du traitement de ces maladies par les pouvoirs publics dans les grandes villes, comme la capitale Pékin[réf. nécessaire].
Outre la santé publique, la pollution a des conséquences plus générales sur l'économie ; à chaque pic de pollution, les aéroports, les écoles et les autoroutes sont fermés, les usines sont à l'arrêt forcé, l'image du pays est entachée et l'attraction de touristes, source non négligeables de revenus du pays, déchante[réf. nécessaire].
Le Ministère de l’Environnement chinois (MEP) estime que la pollution réduit annuellement le PIB national de près de 3,1 %.

## Pression sur les ressources
En Chine, les ressources sont importantes mais insuffisantes au regard de la population. C'est le cas pour les ressources minières et énergétiques, pour l'eau et les ressources liées à l'agriculture.

### Pression sur les ressources en eau
La Chine dispose de 8 % des ressources mondiales d'eau pour près de 17,5 % de la population mondiale en 2022. Elle connait des situations de stress hydrique.
Chaque année, la Chine consomme 600 milliards de mètres cubes d'eau, soit les trois-quarts des ressources hydriques exploitables. Cette situation se traduit par d'importantes pénuries d'eau. La pénurie d’eau dans les villes chinoises est de plus en plus marquée, notamment en Chine du Nord, par exemple dans la ville de Pékin.
Par ailleurs, 80 % de l'eau de puits souterrains utilisée par les fermes, usines et ménages des petites villes de campagne est impropre à la consommation. 40 % des rivières chinoises sont gravement polluées, dont 20 % à un niveau de grande toxicité ; et 60 % des nappes phréatiques sont polluées et ne peuvent servir à la consommation humaine.

#### Plaine de la Chine du Nord: pénuries d'eau
Dans la grande plaine du Nord de la Chine, la pénurie d'eau s'élève à quelque 5 000 millions de mètres cubes d'eau pour les collectivités et l'industrie, et à 35 000 millions de mètres cubes pour les activités agricoles. Cela représente environ 70 % du débit total moyen à long terme du fleuve Jaune. L'importance des prélèvements dans cette zone et en aval provoque l'assèchement du fleuve avant qu'il n'atteigne la mer pendant environ 200 jours par an. Cela prive l'agriculture du delta de l'eau d'irrigation nécessaire pour porter la production au maximum sur les plaines fertiles en aval, et cela incite à pomper l'eau dans la nappe phréatique, dont le niveau baisse inexorablement.

#### JO, sports d'hiver et pression sur la ressource en eau
Pour les JO d'hiver de 2022, Pékin étant un territoire connu pour sa sécheresse hivernale, environ 185 millions de litres d’eau seront utilisés pour recouvrir les pistes de neige artificielle. Alors que Pékin ne compte déjà que sur 300 mètres cubes d’eau par an et par habitant, soit moins du tiers de l’approvisionnement recommandé par les normes de l’ONU.
A plus long terme, les autorités du pays veulent inciter 300 millions de Chinois à se mettre aux sports d’hiver. Ces activités risquent de mettre encore plus de pression sur les ressources en eau de la capitale et de ses alentours.

### Pression sur les ressources non renouvelables

#### Ressources énergétiques
La Chine est le premier consommateur d'énergie au monde (depuis 2010) et le premier importateur mondial de pétrole (depuis septembre 2013). La Chine est parvenue à augmenter le taux d'électrification jusqu'à 99 % en 2009.

##### Combustibles fossiles

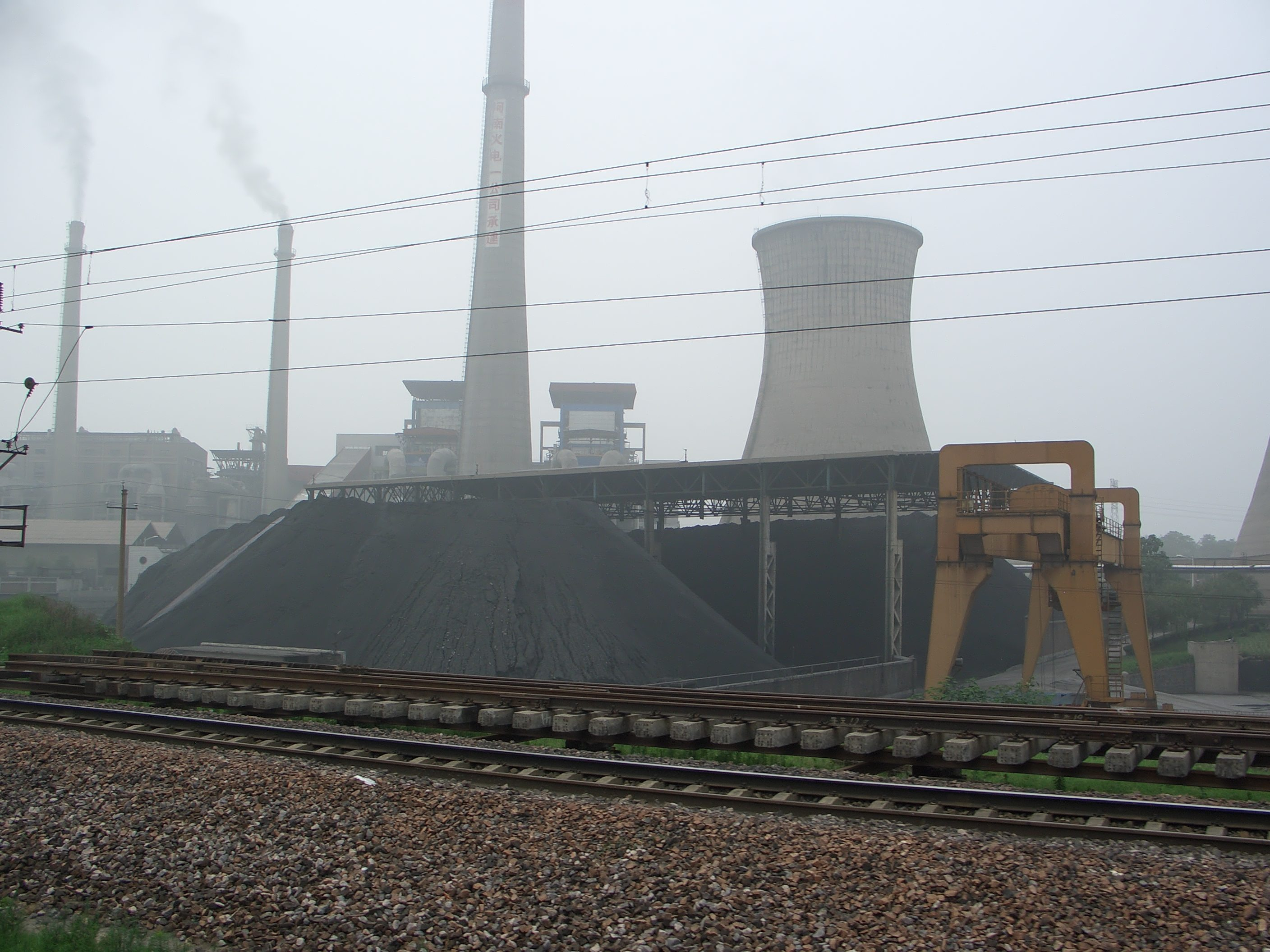
Centrale chinoise à charbon.

Il existe plusieurs champs d'hydrocarbures en Chine, et plusieurs blocs d'exploration offshore. 
La Chine représente 14 % de la consommation mondiale de pétrole, soit 14 millions de barils par jour. L’économie chinoise est de plus en plus gourmande dans les années 2010 : en 2019, Pékin était le premier importateur mondial et 80 % de l’augmentation de la demande était due à la seule Chine. La demande chute au début de l'année 2020 en raison de l'épidémie due au coronavirus.
50 % de la consommation mondiale de charbon se fait en Chine, d'après l'IEEFA (Institute for Energy Economics and Financial Analysis). L'énergie primaire est principalement fournie par les centrales électriques au charbon. En 2013, la Chine a représenté 50,5 % de la production mondiale de charbon. En 2011, la Chine a brûlé 3,47 milliards de tonnes de charbon quand le reste du monde en consommait 3,9 milliards. Les émissions de GES dus à cette consommation ont de larges répercussions environnementales. Elles sont également responsable du « smog » visible dans des villes telles que Tianjin, Pékin ou Hong Kong. À la suite d’importantes pénuries d’électricité en 2021, la Chine a demandé aux entreprises du secteur d’augmenter la production de charbon. Ainsi, en 2024, la consommation de charbon continue de progresser, car la demande d'électricité augmente plus vite que le développement d'énergies renouvelables.
Haerwusu est la plus grande mine de charbon à ciel ouvert du pays, qui en compte 8 principales. En 2015, La Chine indique que la consommation par combustion de charbon est plus importante que d'après les calculs initiaux (des usines et petites entreprises ayant été oubliées dans ces précédents calculs économiques). Les nouveaux chiffres ajoutent environ 600 millions de tonnes à la consommation de charbon de la Chine en 2012, soit 17 % de plus, pour un total de plus de 4 milliards de tonnes de charbon consommé en 2012.

##### Ressources minières
Six centrales nucléaires sont par ailleurs en activité en 2015, quatre en projet dont un EPR. Toutes sont situées sur ou à proximité de la côte. Une mine d'uranium est exploitée au nord-est du territoire chinois.
La Chine exploite également les énergies renouvelables : solaire photovoltaïque individuel et centrales solaires (11 en 2015), parcs éoliens (plus de 20), 12 grands barrages hydrauliques dont le barrage des Trois-Gorges, plus grande centrale hydroélectrique au monde, 6 usines marémotrices...
Les ressources produites par le pays ne suffisent plus, et le régime de Pékin met en place des stratégies d'approvisionnements depuis les pays étrangers pour sécuriser ses réserves et stabiliser ses approvisionnements. Pour cela, elle compte en grande partie sur le voisin russe, mais aussi sur ses nombreuses concessions en Afrique notamment.

#### Ressources minérales
Au début des années 2010, la Chine consomme 1/4 du sable extrait sur la planète, alors qu'elle compte 65 millions de logements vides.

## Exposition aux risques

### Sécheresses et canicules
Le pays est soumis à des risques de sécheresses et canicules. Ces risques sont aggravés par le dérèglement climatique, causé par l'homme.
En 2023, le pays connait un pic de chaleur record. La capitale chinoise, Pekin, a enregistré une température de 41,1 °C jeudi, soit sa journée de juin la plus chaude depuis le début des relevés météorologiques en 1961. 

### Catastrophes naturelles

#### Inondations
- Des inondations très meurtrières ont eu lieu en 1887 (fleuve jaune, plus de 900 000 morts)[82].
- Les inondations de 1931 en Chine font environ 150 000 victimes directes, mais plusieurs millions du fait des épidémies qui en découlent. Des inondations très meurtrières ont également eu lieu en 1935 (142 000 victimes), 1938 (870 000 victimes)[82].
- Des inondations en août 1954 dans le secteur de Dongting firent près de 30 000[82] à 40 000 victimes, et en juillet 1959, de nouvelles inondations firent environ 100 000 morts[83].
- En 1975, la rupture de 62 barrages fit 229 000 victimes[82].
- Les Inondations de 2013 en Chine provoquent la mort de 46 personnes. Celles de 2023, entrainant le décès de 20 personnes et au moins 19 disparus, sont provoquées par les plus importantes chutes de pluie depuis 140 ans, à Pékin et dans la province voisine du Hebei[84].

#### Séismes
- Le 23 janvier 1556, le Tremblement de terre de Shaanxi fit 830 000 victimes.
- En 1920, un séisme fit 273 400 victimes.
- Le 4 janvier 1970, un séisme dans le Sud de la Chine (Yunnan) fit environ 10 000 victimes[83].
- Le 1er mai 1974, un séisme dans les Provinces de Sichuan et Yunnan fit plus de 10 000 victimes[83].
- Le séisme de 1976 à Tangshan, au nord-est de la Chine, les 27 et 28 juillet, fit plus de 240 000[83] à 655 000 victimes.
- Le séisme de 2008 au Sichuan fit plus de 87 500 victimes.

### Risques chimiques
Greenpeace Asie, une ONG de défense de l'environnement, indique que « 13 accidents liés à des explosions dans des usines de produits chimiques se sont produits en Chine » depuis le 1er janvier 2015. Elle considère que « la gravité des explosions de Tianjin en 2015 doit servir de signal d’alarme pour le gouvernement chinois » et demande de « combler les lacunes de la réglementation en vigueur et de veiller à ce qu’elle soit appliquée de manière effective. ».

## Politique environnementale en Chine

### Accords internationaux
La Chine n'était pas concernée par le protocole de Kyoto, alors qu'elle était alors le 2e plus grand émetteur de gaz à effet de serre au monde, derrière les États-Unis. La conférence de Copenhague de 2009 sur le climat est l'occasion de renégocier un accord international sur le climat remplaçant le protocole de Kyoto. Les pays émergents sont alors intégrés au processus ; mais la Chine est alors un obstacle majeur à l'avancement des accords.
Dans les années 2010, la Chine prend conscience du niveau intolérable de pollution qui la touchait. Elle passe du côté des acteurs dans la lutte contre le dérèglement climatique, et s’est engagée lors de la COP 21 (Accords de Paris en 2015) à réduire ses émissions à partir de 2030, et à un financement de près de 3 milliards d’euros pour les pays en développement.
Depuis 1981, la Chine a adhéré à la Convention sur le commerce international des espèces de faune et de flore sauvages menacées d’extinction. C'est également l'un des premiers pays signataires de la « Convention sur la biodiversité ». elle avait élaboré dès 1994 un « Plan d'action de la Chine pour la protection de la biodiversité »

### Une politique attendue des populations locales
La population, de plus en plus consciente de la gravité du problème lié à la pollution par les centrales énergétiques et les transports, s'indigne de la dégradation de l'air lié aux particules produites par les chauffages au charbon et les gaz d'échappements, parfois au point de porter officiellement plainte contre le département local de la protection environnementale. C'est en effet ce qu'a fait, au mois de février 2014 un habitant du Hebei. « La province du Hebei (nord) a enregistré le plus grand nombre de plaintes du public concernant la pollution, a révélé jeudi le ministère de la protection de l'environnement » selon le site http://french.peopledaily.com.cn/ dans un article consacré à la forte proportion de plaintes enregistrées dans la ville. Hebei est une des plus grandes productrices d'acier en Chine, souvent confrontée au smog. L'augmentation des plaintes de ce type met en lumière la lassitude des citoyens face aux dangers que représente le mode de production d'énergie utilisés par le pays et du « développement sale » de celui-ci. 

### Réformes mises en place
De nouvelles réformes sont mises en place par les autorités depuis 2012 pour favoriser la diminution de la pollution de l'air, et qui rend plus drastiques les normes de mesures de la qualité de l'air. Le 13e plan quinquennal, formellement adopté en mars 2016, reprend les deux points d’articulation de la nouvelle stratégie climatique : atteindre en 2030 au plus tard son pic d’émissions et porter à cette même date à 20 % la part des énergies non fossiles dans le mix énergétique chinois.

#### Déplacements

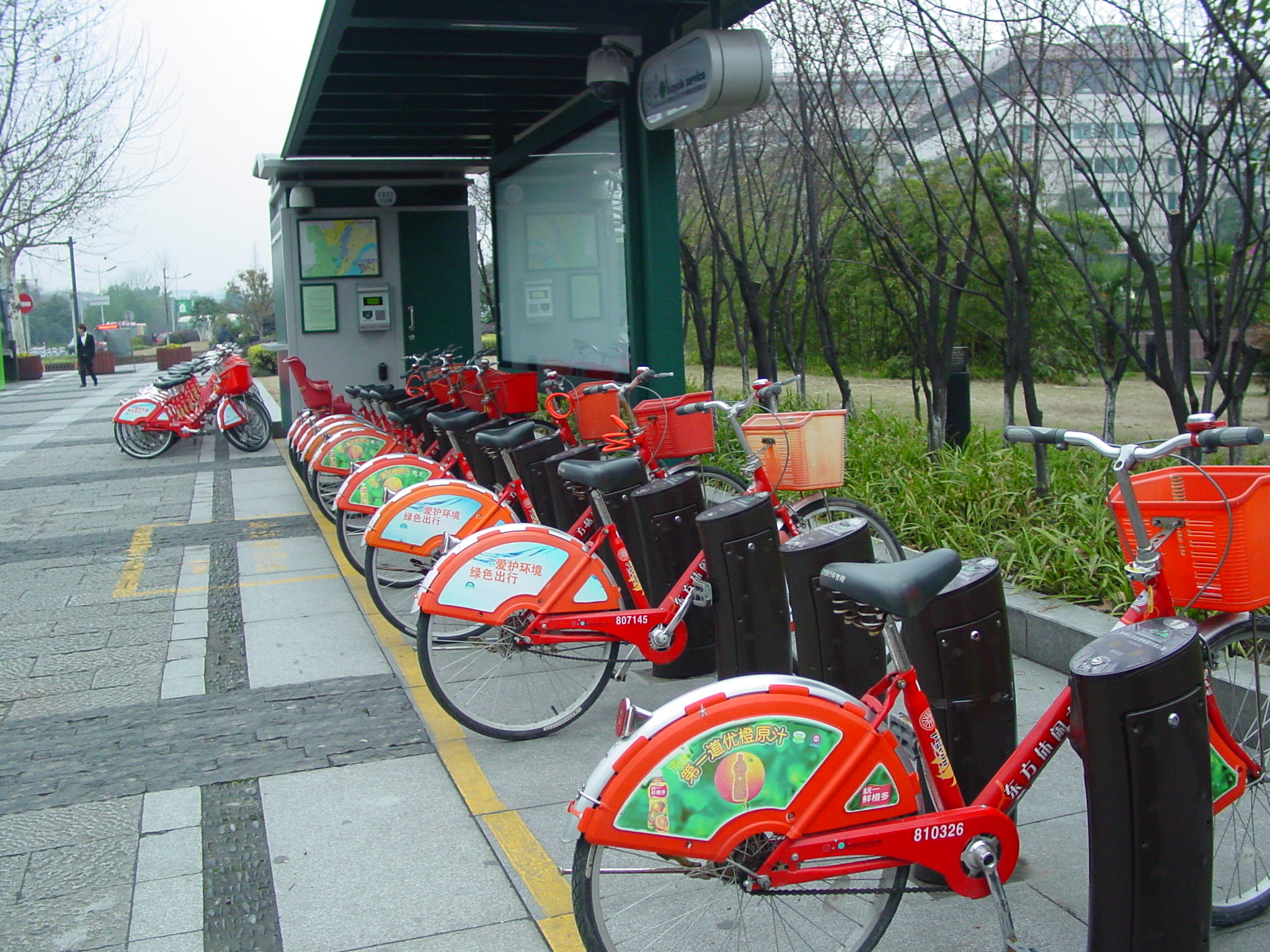
Station de vélos en libre service.

Sur les 50 villes de plus de 2 millions d’habitants, 17 ont au moins une ligne de métro.
Les systèmes de vélos en libre service se développent.

#### Information sur la qualité de l'air
La ville de Shanghai a pris l'initiative de mettre en place un site internet d'information sur la qualité de l'air. La population peut donc utiliser ce genre d'application pour prendre ses précautions et ainsi limiter les déplacements superflus les jours d'alerte.

#### Énergies renouvelables
Les installations photovoltaïques individuelles sont vigoureusement soutenues par le gouvernement. La Chine a décidé de devenir le leader mondial de la production d'énergie solaire photovoltaïque, en dépassant l'Allemagne.
La Chine a la plus grande production éolienne en 2012, avec 63 GW d'installations capables de fournir 100 térawattheures. 
Néanmoins, la production d'électricité issue d'énergies renouvelables représente moins de 3 % du total en Chine.
La Chine est en 2017 la première productrice mondiale d'énergie solaire, en produisant à elle seule davantage que les pays de l'Union européenne rassemblés.

#### Réduction du recours aux énergies fossiles
La consommation de charbon a diminué de 2,1 % en 2014.
En 2016, la Chine annonce la fermeture de plus de 1 000 mines de charbon afin de supprimer la surproduction dans le secteur. Ces mines ont une capacité de production cumulée de 60 millions de tonnes. L’objectif est de supprimer quelque 500 millions de tonnes de capacités de production de charbon dans les trois à cinq ans à venir.
Cependant, fin juillet 2021, l'agence de planification chinoise annonce la reprise de l’exploitation de 38 sites miniers de Mongolie-intérieure, puis, une semaine après, la réouverture de 15 autres mines situées dans le nord et l’ouest du pays, notamment au Xinjiang.
De plus, d'après le think tank Carbon Tracker, en juin 2021, 368 nouvelles centrales à charbon étaient en cours de construction en Chine, avec une capacité de 187 gigawatts.

#### Gestion de la ressource en eau
Plusieurs mesures ont été prises (avant 2004) : la réalisation du transfert de l’eau du sud (bassin du Yangzi) vers le nord (grande plaine de Chine du Nord) et des opérations d’aménagement destinées à économiser l’eau agricole, industrielle et domestique.

#### Biodiversité
L'établissement de 250 centres de reproduction artificielle des animaux sauvages contribue à la sauvegarde des espèces animales.
Des projets de restauration de zones humides ont également lieu avec des partenariats internationaux.
La protection des forêts et la reforestation en Chine ont permis d’augmenter de 11,8 % l’habitat des pandas géants entre 1988 et 2010 et surtout de reconnecter les habitats isolés

#### Recherche
Des centres de recherche étudient les pollutions (eau, sol...) afin de trouver des solutions adaptées.

#### Réduction de la pollution
Le président chinois Xi Jinping annonce en 2020 l'objectif de réduire les émissions polluantes du pays avant 2030 et d'atteindre en 2060 la neutralité carbone.
La Chine introduit en 2021 un mécanisme d’échange de crédits carbone. Les autorités délivrent un certificat pour chaque tonne de dioxyde de carbone ou autres gaz à effet de serre qu’une entreprise est autorisée à émettre. En cas de non-respect, cette dernière doit payer des amendes. Les entreprises devront également rendre publiques leurs données en matière de pollution et les faire vérifier par des tiers. Néanmoins, selon certains analystes, les amendes sont trop faibles pour être suffisamment dissuasives.

## Évaluation environnementale globale
La Chine a de mauvaises performances sur le plan environnemental : elle se classe en 2020 au 120e rang mondial de l'Environment Performance Index de l'Université de Yale. La Chine est le 1er émetteur de gaz à effet de serre sur Terre, devant les États-Unis, et 75 % de la production de bois mondiale est importée en Chine.
La surexploitation des ressources naturelles se traduit par une forte empreinte écologique par personne, soit 3,4 hag, alors que la biocapacité n'est que de 1 hag, de sorte la Chine est en fort déficit écologique. Le déficit écologique de la Chine a explosé depuis les années 1970,.
En 2022, le jour du dépassement (date de l’année, calculée par l'ONG américaine Global Footprint Network, à partir de laquelle l’humanité est supposée avoir consommé l’ensemble des ressources que la planète est capable de régénérer en un an) du pays est le 2 juin.